# Референдум у Литві (1991)
Референдум про незалежність Литви від СРСР відбувся 9 лютого 1991 року. в Литві. Явка становила 87,6 %. «За» незалежність проголосували 76,5 % зареєстрованих виборців, що значно перевищує поріг у 50 %. Незалежність проголошена 11 березня 1990 р. і була здобута в серпні 1991 р.

## Результати
| Вибір                      | Голоси    | %     |
| -------------------------- | --------- | ----- |
| За                         | 2 028 339 | 90,24 |
| Проти                      | 147 040   | 6,54  |
| Недійсні голоси            | 78 698    | —     |
| Усього                     | 2 247 810 | 100   |
| Зареєстровані виборці/Явка | 2 652 738 | 84,74 |